# خرگوش کوهی صخره
خرگوش کوهی صخره (نام علمی: Procavia capensis) نام یک گونه از راسته خرگوش کوهی است. این حیوان بومی آفریقا و بخش‌هایی از غرب آسیاست به احتمال بسیار زیاد همان حیوانی است که در بین مسلمانان به عنوان خرگوش سم‌دار معروف است.
در پارسی به این جانور و راسته ان  دَنَگ /دنگ میگویند - به دهخدا زیر واژه دنگ و وبر بنگرید

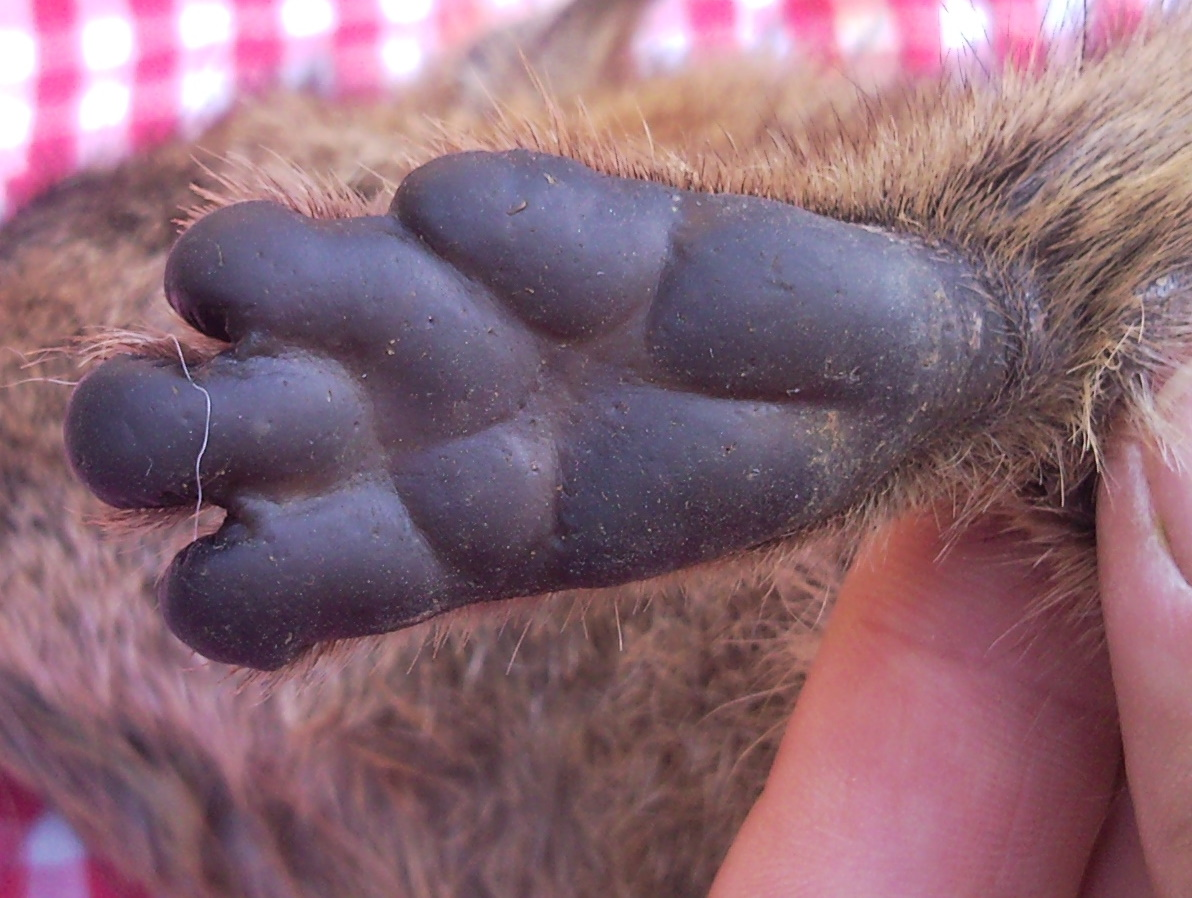
پنجه خرگوش کوهی صخره

## نگارخانه

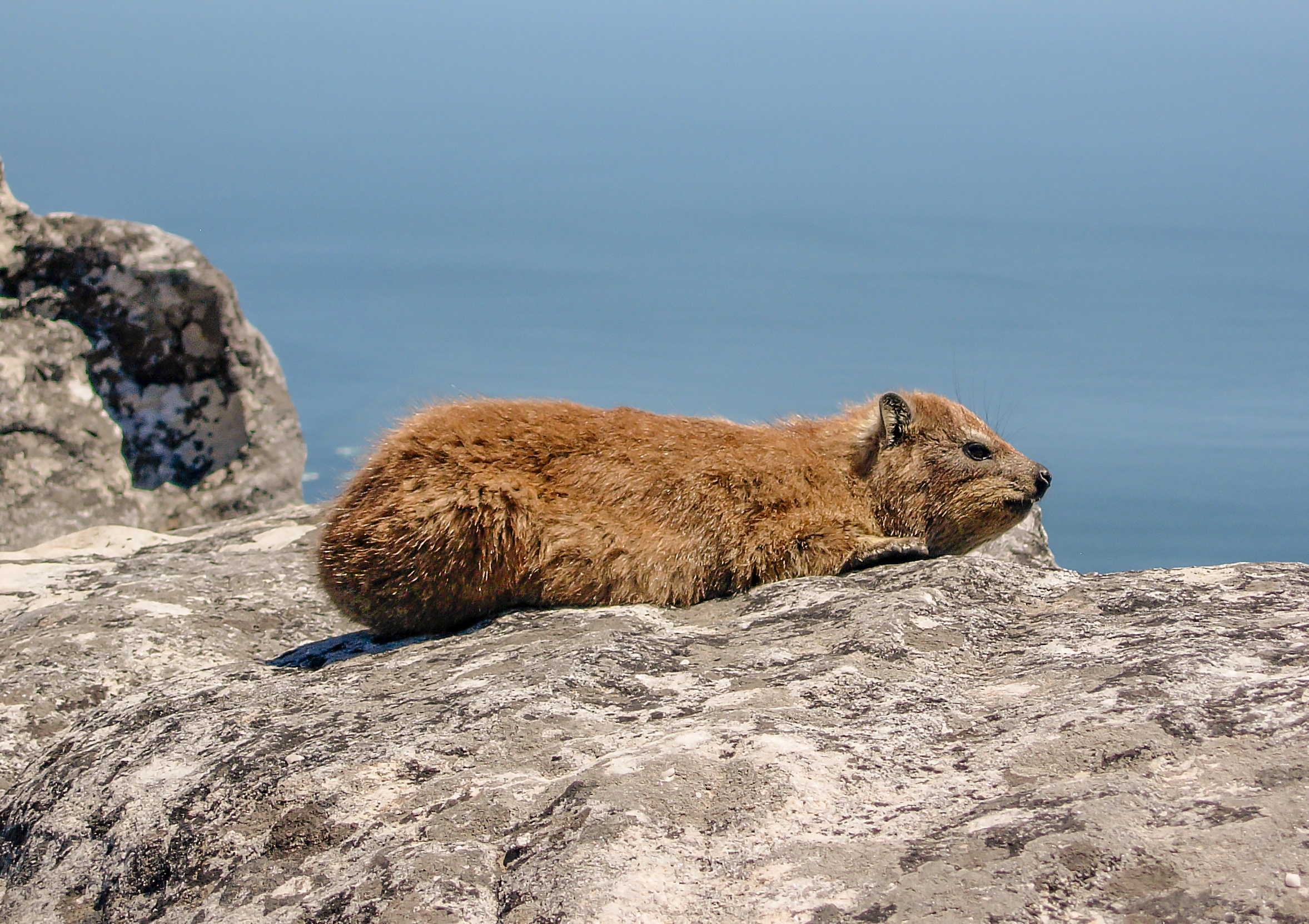
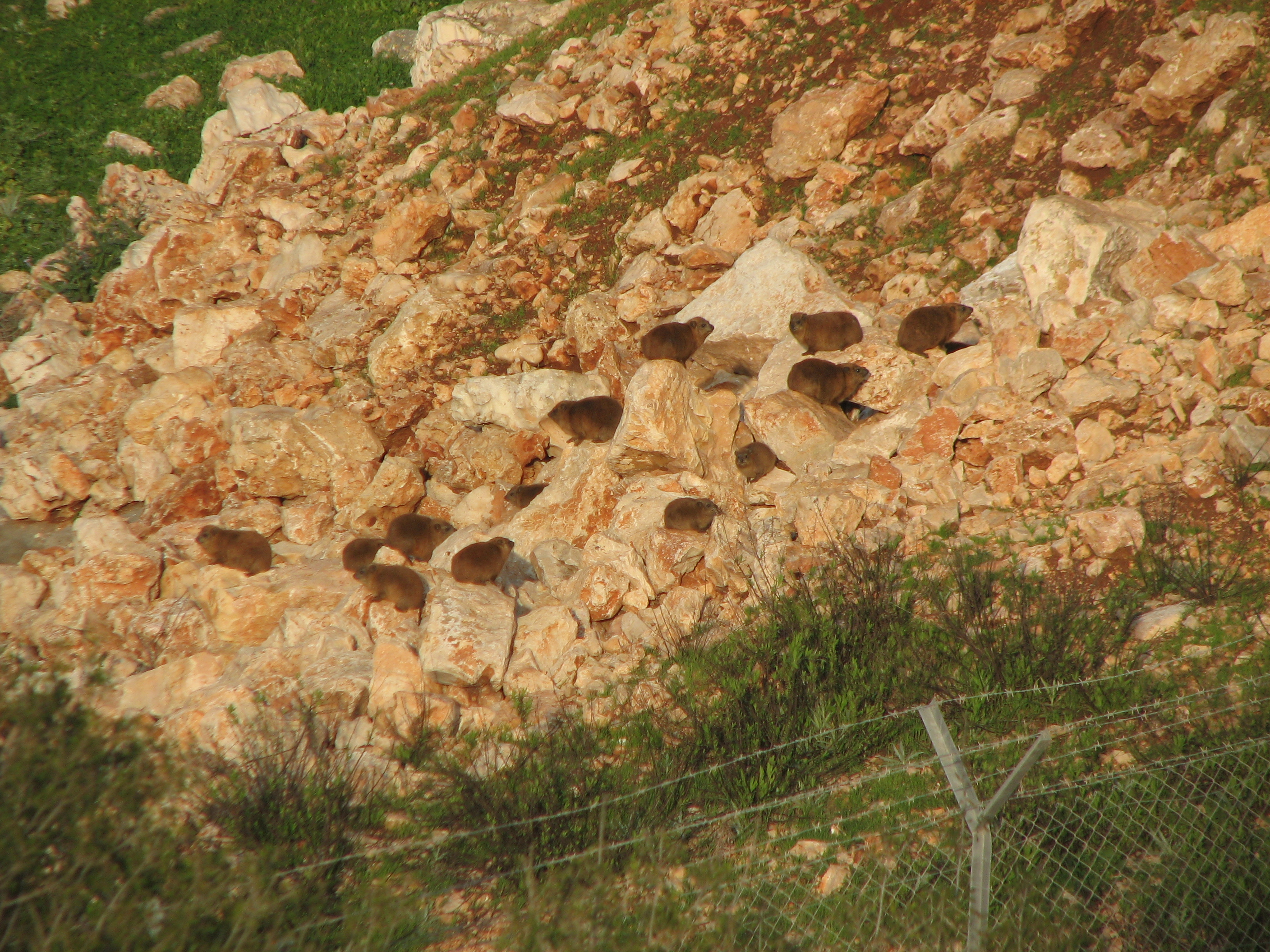
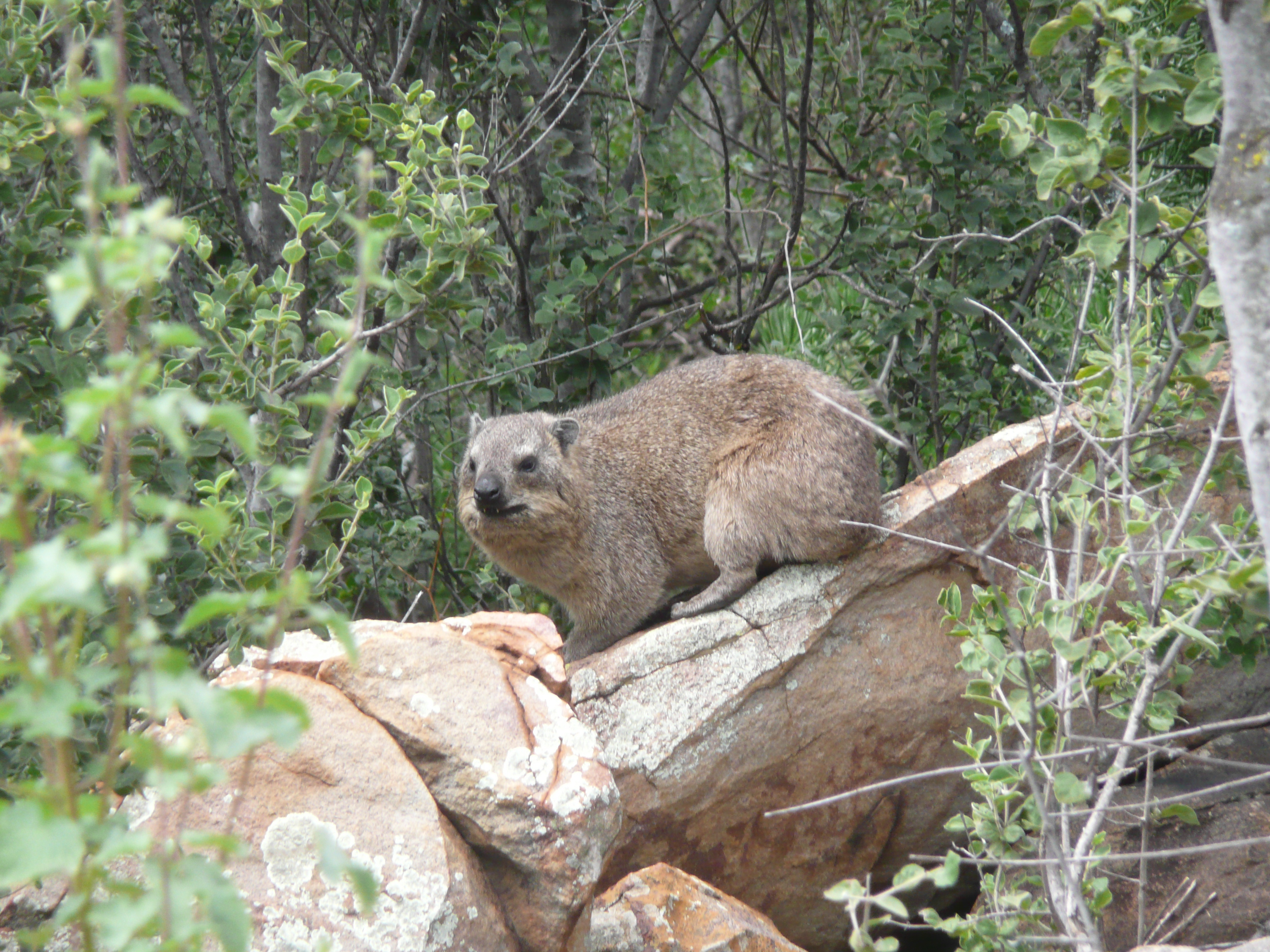
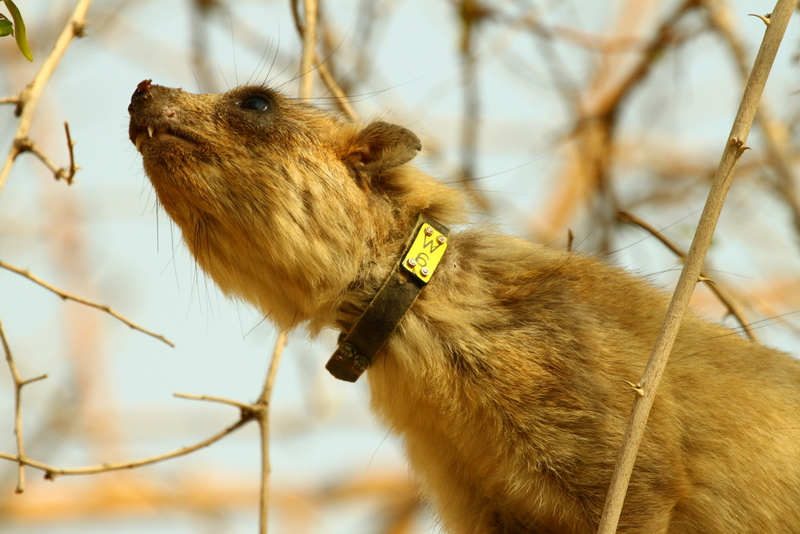